# Plac Centralny im. Ronalda Reagana w Krakowie
Plac Centralny im. Ronalda Reagana – plac we wschodniej części Krakowa, w  dzielnicy XVIII Nowa Huta. Powstał jako centrum nowego miasta, Nowej Huty. Jest węzłem komunikacyjnym oraz parkiem, był centrum handlu i usług.

## Historia
Realizacja budowy rozpoczęła się w 1949 roku. Autorami koncepcji architektonicznej byli Tadeusz Ptaszycki oraz Marta i Janusz Ingardenowie. Z założenia miało to być centrum miasta idealnego z gwieździście rozchodzącymi się szerokimi alejami. Zaplanowano go po północnej stronie dawnego, średniowiecznego szlaku handlowego i traktu z Krakowa do Sandomierza i dalej na wschód.
Z trzech stron otoczony budynkami mieszkalnymi z punktami usługowymi i handlowymi na parterach. Po stronie południowej miał powstać teatr, a za nim, na Łąkach Nowohuckich – zalew. Pośrodku Placu miał stanąć obelisk. Pomysł został jednak zaniechany w połowie lat pięćdziesiątych XX wieku, po włączeniu Nowej Huty do Krakowa.
W latach osiemdziesiątych rozpoczęto w okolicy Placu budowę Nowohuckiego Centrum Kultury. NCK miało być jednym z największych domów kultury w Polsce. W 2004 roku Rada Miasta Krakowa przeznaczyła milion złotych na modernizację Placu Centralnego. Teoretycznie miał zostać przywrócony wygląd Placu sprzed 55 lat. Wykonano w środku deptak z ławkami, zmodernizowano zieleń, pojawiły się ławki, kosze na śmieci, stylowe ogrodzenia zieleni. Na Aleję Róż, jak i na Plac powróciły lampy kandelabrowe.
8 września 2004 roku radni z Rady Miasta Krakowa zmienili nazwę placu, dodając do jego nazwy patrona – Ronalda Reagana. Początkowo planowano usunięcie z nazwy słowa „Centralny”, ale wskutek działań Komitetu Obrony Nazwy Placu Centralnego, założonego przez mieszkańców oraz niektórych radnych miasta i radnych nowohuckich dzielnic, zmiana ograniczyła się do dodania patrona.

## Wygląd
Charakterystycznymi elementami Placu Centralnego renesansowe rozwiązania architektoniczne: witryny sklepowe w formie arkad, loggie, zdobienia elewacji.

## Podział
Z Placu Centralnego symetrycznie, w układzie gwiaździstym, wychodzi pięć ulic:
- w stronę centrum Krakowa, na zachód, poprzednio nosząca nazwę al. Planu 6-letniego i na wschód, w kierunku Sandomierza, początkowo nosząca nazwę ul. Igołomskiej, następnie al. Rewolucji Kubańskiej obecnie ten ciąg ulic nosi nazwę – Al. Jana Pawła II. Jest to stary trakt handlowy do Sandomierza
- w stronę Huty im. Tadeusza Sendzimira – poprzednio nosząca nazwę al. Przodowników Pracy, następnie al. W. I. Lenina, obecnie Al. Solidarności
- w stronę Mistrzejowic – poprzednio nosząca nazwę al. Rewolucji Październikowej, obecnie Al. Władysława Andersa
- w kierunku północnym – Aleja Róż.

Plac otaczają cztery osiedla oraz niezabudowany skwer:

### Centrum A
Usytuowane jest po wschodniej stronie Placu. W ciągu handlowym znajdował się znany w Krakowie dom Mody Polskiej oraz sklep ze słodyczami „Markiza”, po którym ocalał jedyny obecnie na Placu neon.

### Centrum B
Północno-wschodnia część Placu. Znajdują się tam takie obiekty jak Cepelix (dawna Cepelia), bank (dawniej restauracja „Arkadia”), dawny sklep „Jubilera”.

### Centrum C
Północno-zachodnia część. Znajdowała się tam księgarnia Skarbnica, obecnie na jej miejscu działają: restauracja i apteka.

### Centrum D
Zachodnia część. Znajduje się tam m.in. kwiaciarnia a w miejscu dawnego, stylowo wyposażonego lokalu klubu prasy i książki MPiK oraz księgarni znajduje się sklep spożywczy.

### Skwer Budowniczych Nowej Huty
Po południowej stronie placu. Nie jest zabudowany. Znajduje się tam pomnik Solidarności. Jest traktowana jak park połączony z nowohuckimi Łąkami i mający rozległy widok z wiślanej skarpy na dolinę rzeki oraz Pogórze Wielickie.

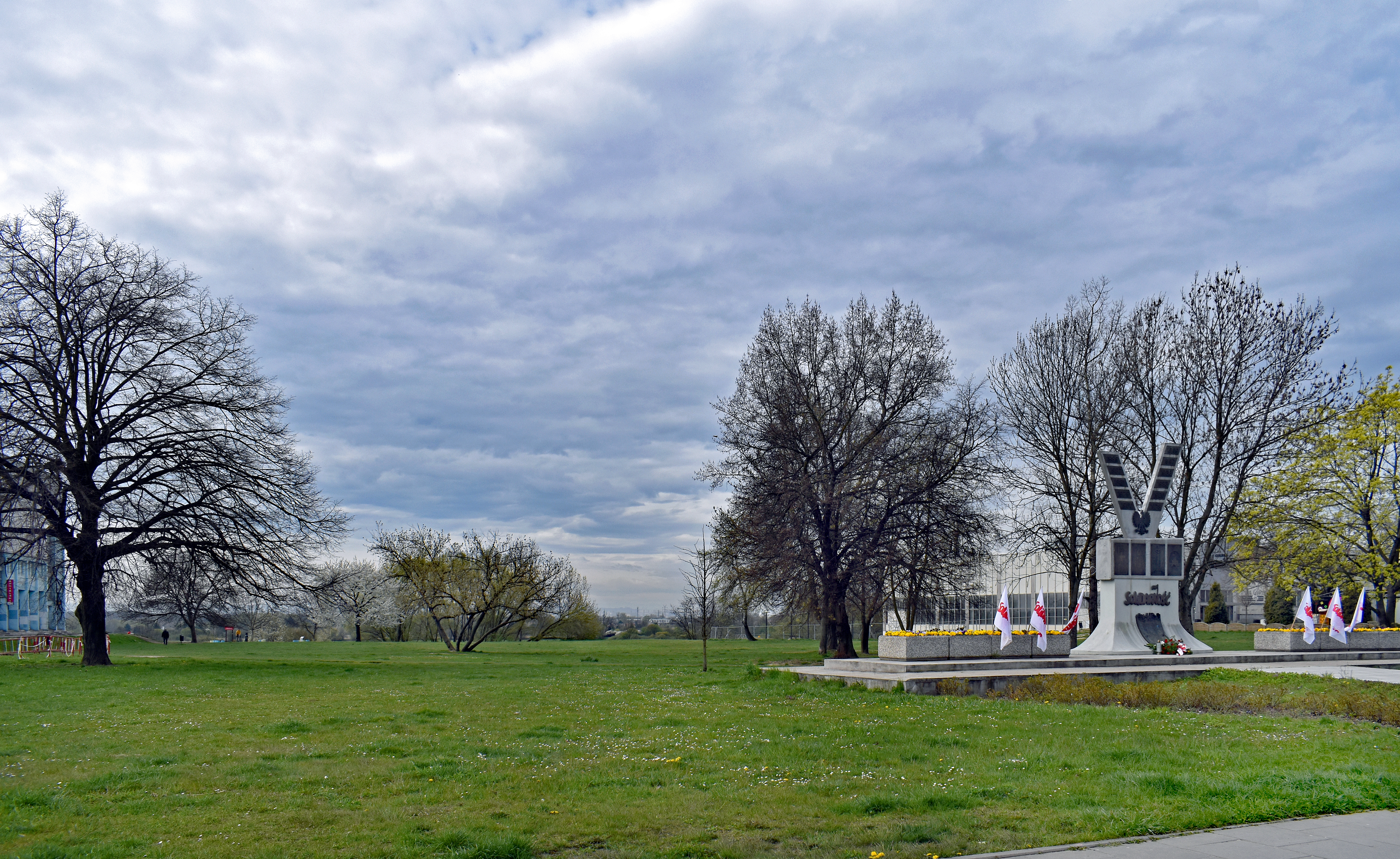
Skwer Budowniczych Nowej Huty. Na pierwszym planie Pomnik Solidarności, za nim od lewej: os. Centrum E, Łąki Nowohuckie, NCK.
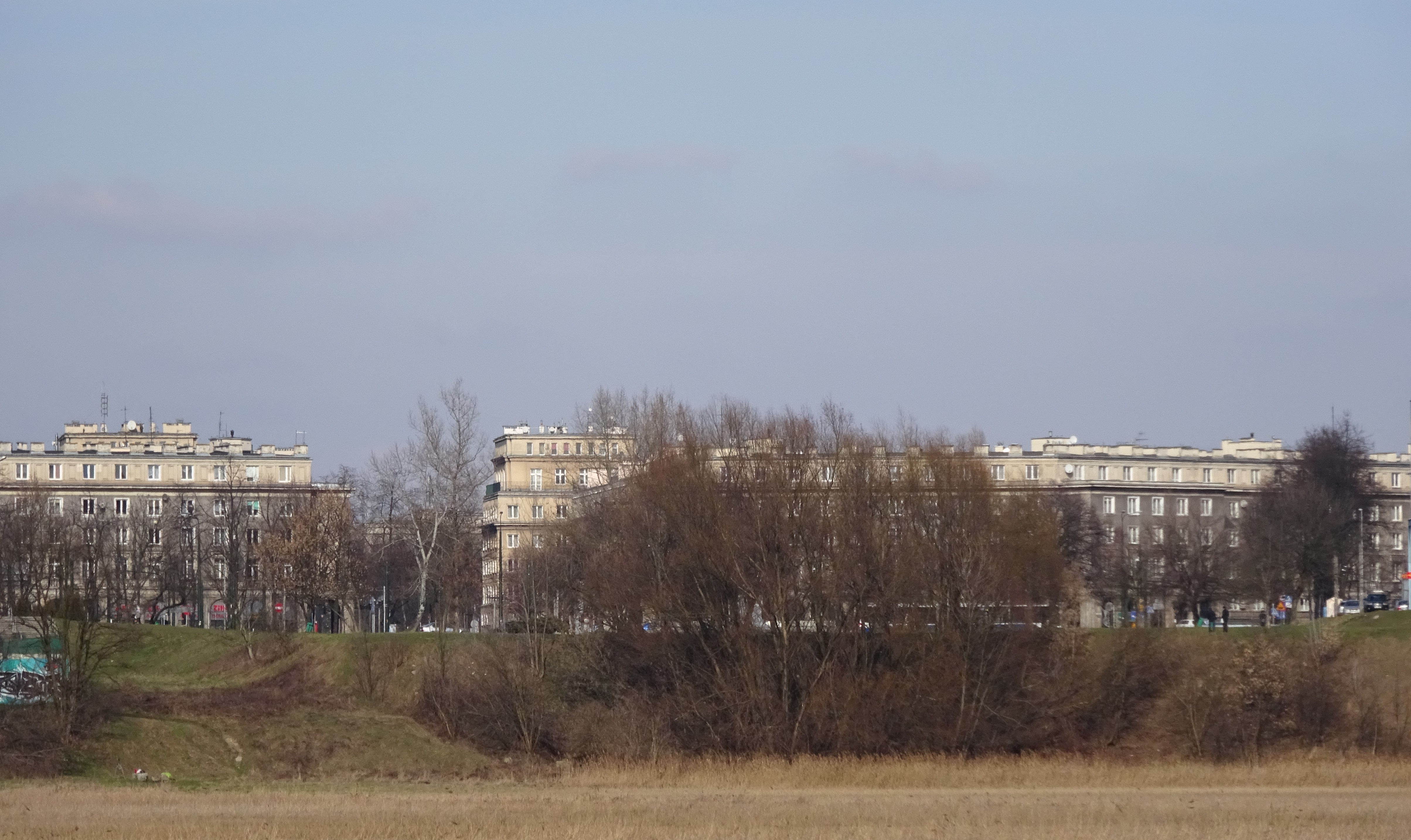
Zabudowa Placu Centralnego widziana z Łąk Nowohuckich
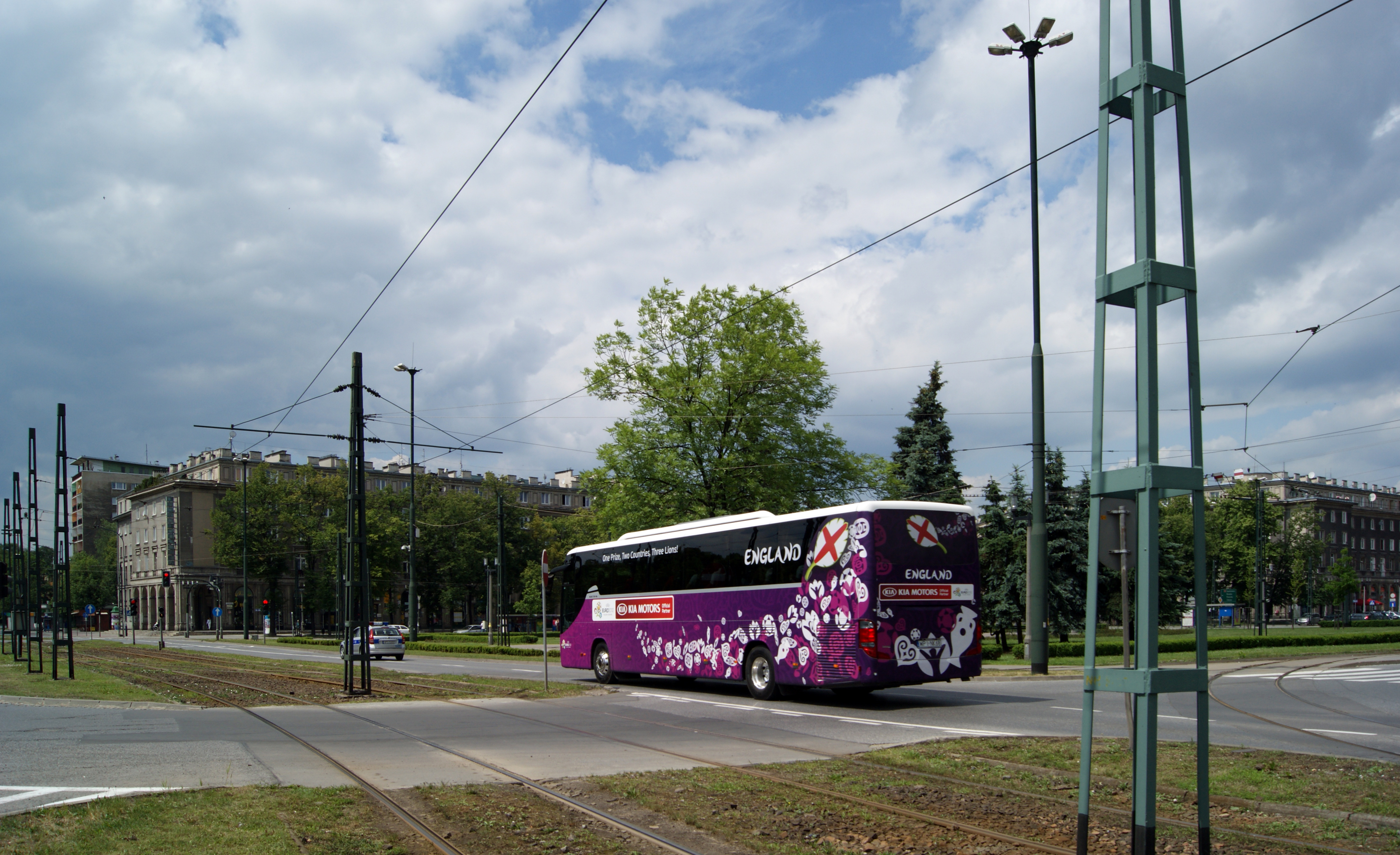
Widok na zachód i os. Centrum D
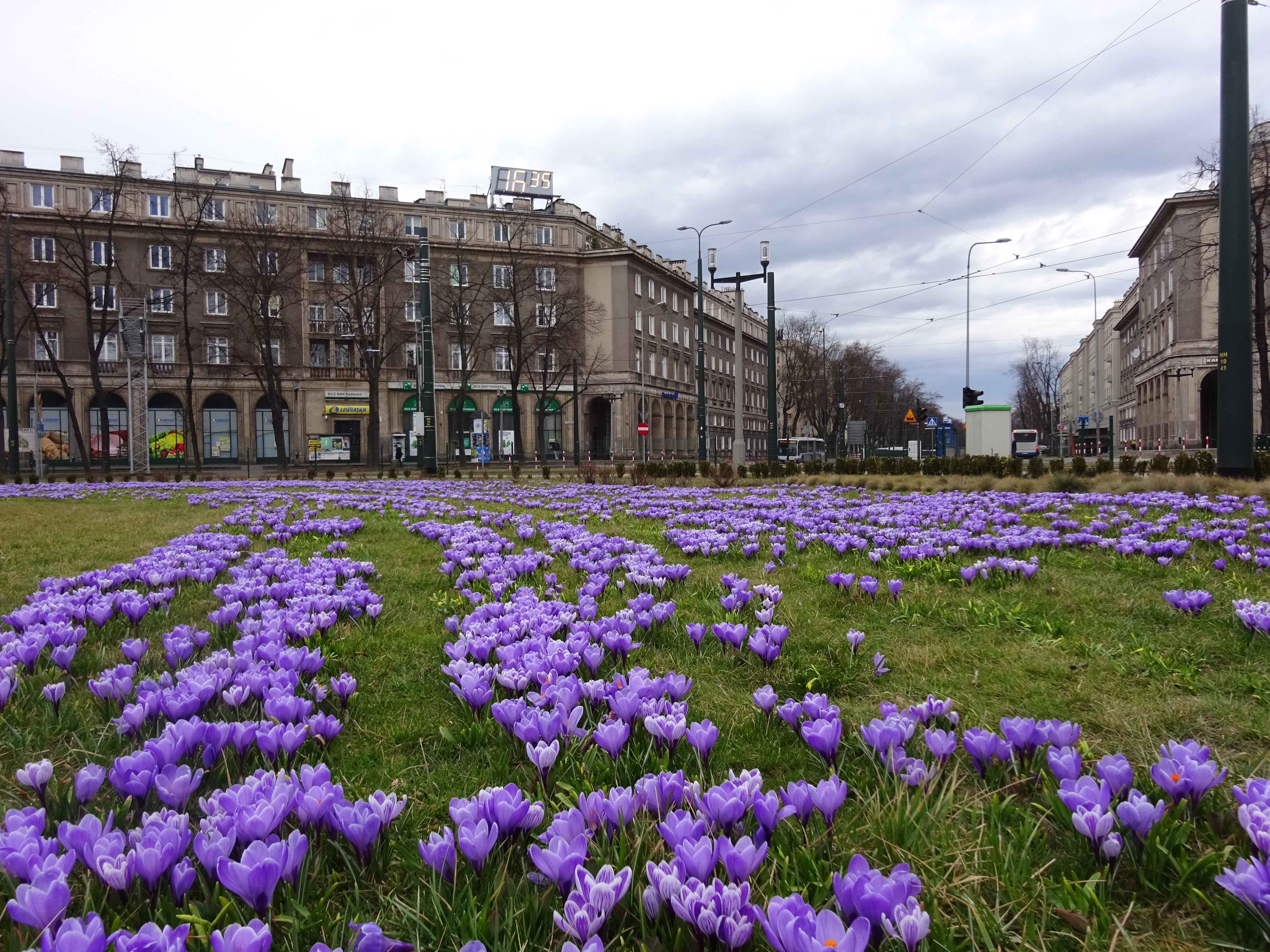
Krokusy wosenne uprawne na Placu Centralnym, 2018
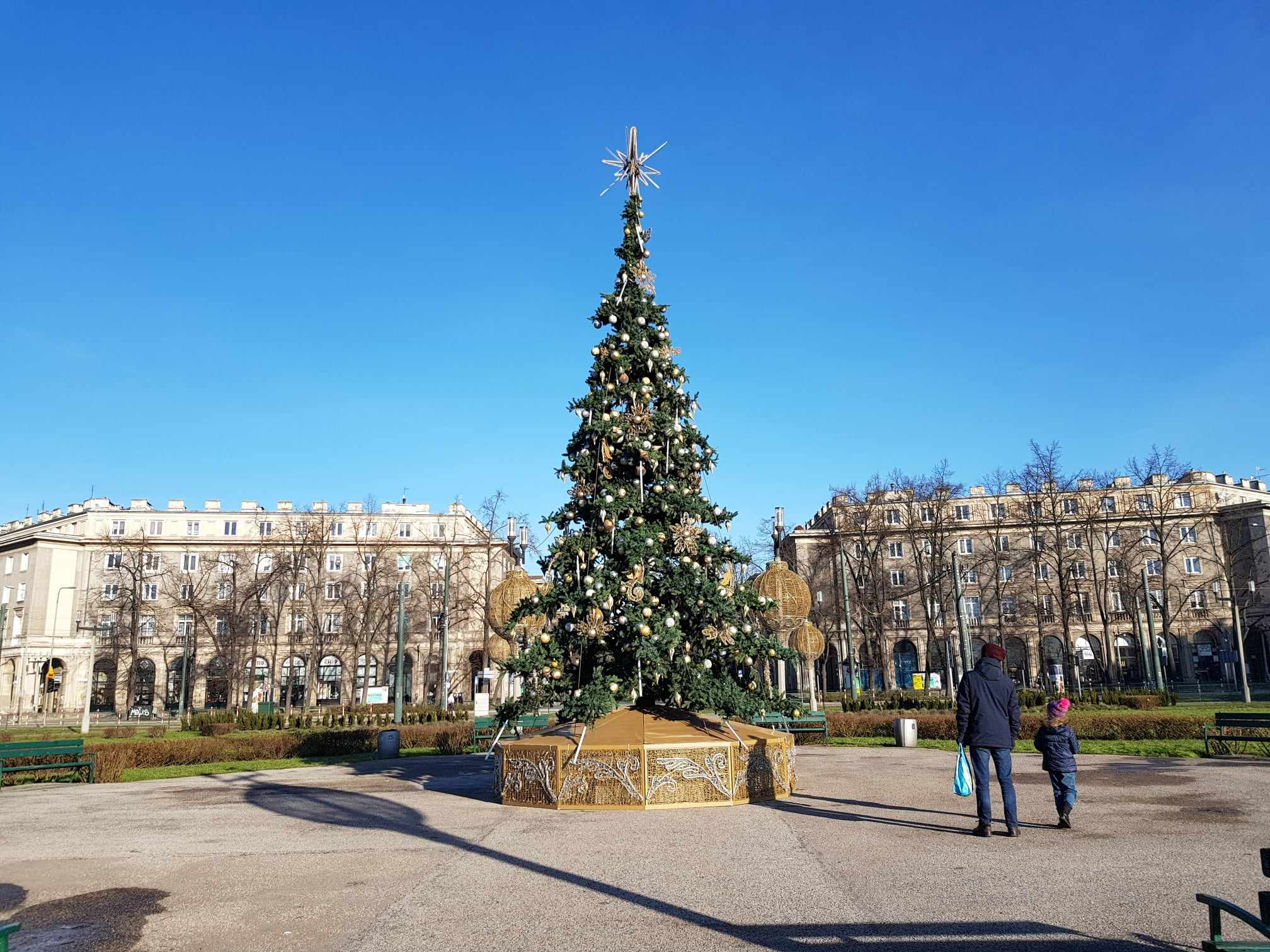
Dekoracja świąteczna, grudzień 2023
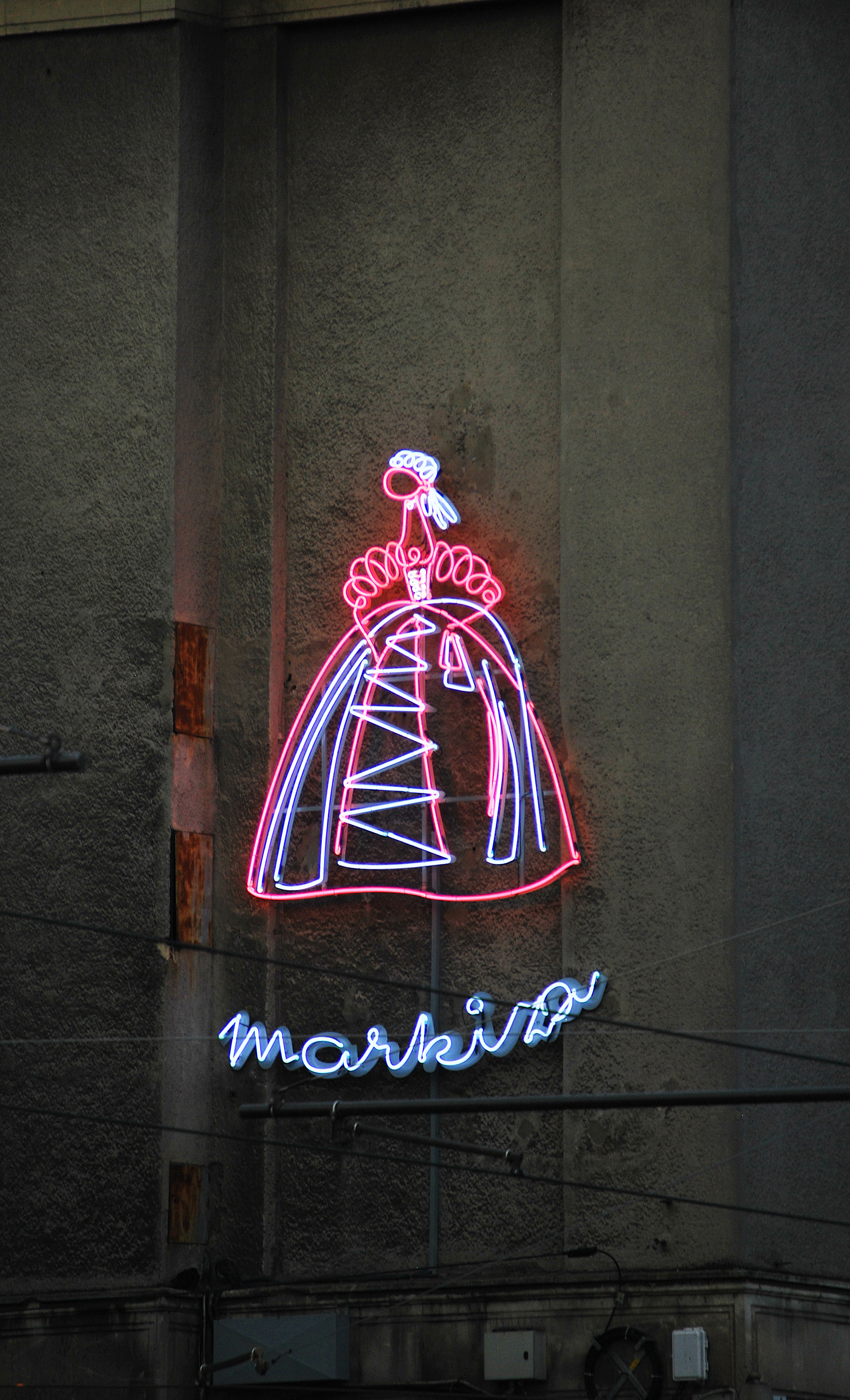
Jedyny ocalały z kilkunastu neonów oświetlających za czasów komunistycznych Plac.

## Źródła
- Ryszard Dzieszyński, Jan L. Franczyk Encyklopedia Nowej Huty, Wydawnictwo Towarzystwa Słowaków w Polsce 2006, ISBN 978-83-7490-060-7
- Tadeusz Binek Służby inwestycyjne Nowej Huty,  Wydawnictwo Towarzystwa Słowaków w Polsce 2009, ISBN 978-83-7490-280-9
- Praca zbiorowa Encyklopedia Krakowa, Wydawnictwo Naukowe PWN Warszawa-Kraków 2000, ISBN 83-01-13325-2